# Rocherath
Rocherath est une section de la commune belge de Bullange située en Communauté germanophone de Belgique et en Région wallonne, dans la province de Liège. C'était une commune à part entière avant la fusion des communes de 1977.

## Évolution démographique
- Sources : INS, Rem. : 1930 jusqu'en 1970 = recensements, 1976 = nombre d'habitants au 31 décembre.

## Histoire
Commune créée en 1922 par le Haut-Commissariat royal en fusionnant Rocherath avec Krinkelt et Wirtzfeld, détachés de Bullange.
Le village de Rocherath fut fort endommagé lors des durs combats qui s'y déroulèrent au cours de la bataille des Ardennes en décembre 1944. Les Américains de la 99e Division d'infanterie et de la 2e Division d'infanterie bloquent du 16 au 19 décembre 1944 le passage aux 277e division d'infanterie et 12e division blindée SS qui perd plusieurs dizaines de blindés et de chars. Plus de deux tiers des habitations furent détruites et le village fut quasi entièrement reconstruit dans l'après-guerre.

## Curiosités
- Weisser Stein, deuxième point culminant de Belgique (692m) après Botrange (694m)
- Église Saint-Jean-Baptiste (1953), de style néoroman, architecte Busch. Elle est l'église "culminante" de Belgique (la plus haute à partir du niveau de la mer).